# 간지구

간지 구

간지구(영어: Ghanzi District)는 보츠와나 서부에 위치한 구로, 행정 중심지는 간지이며 면적은 117,910km2, 인구는 33,170명(2001년 기준)이다. 서쪽으로는 나미비아와 국경을 맞대고 있으며 북쪽으로는 북서부구, 동쪽으로는 중부구, 남동쪽으로는 퀘넹구, 남쪽으로는 칼라가디구와 인접해 있다.